# Glasgow Haskell Compiler
Il glorioso sistema di compilazione di Glasgow di Haskell (The Glourious Glasgow Haskell Compilation System), conosciuto come Glasgow Haskell Compiler (GHC), è un compilatore per codice sorgente in linguaggio di programmazione Haskell.

## Storia
Nel 1989 Kevin Hammond incominciò a scrivere il compilatore in Lazy ML (LML) all'Università di Glasgow. Più tardi, lo stesso anno, riscrisse tutto il compilatore in Haskell, tranne il parser che fu scritto da Cordelia Hall, Will Partain, e Simon Peyton Jones.
La prima versione beta fu pubblicata il 1 aprile del 1991, ed una successiva release introdusse alcune estensioni del linguaggio, come le Monadi per gestire gli Input e gli Output (IO), il parallel programming e altre caratteristiche che lo resero uno dei migliori compilatori per Haskell (ricordando sempre che esistono altri compilatori per questo linguaggio, come Hugs e YHC).
Essendo un progetto open-source, ha più di 60 contributori.

## Il Linguaggio (Haskell)
Il GHC può compilare codice sorgente del linguaggio Haskell, sia secondo lo standard del '98 che secondo quello del 2010.

## Portabilità
Il GHC è portabile su molte piattaforme, inclusi i principali sistemi Windows e Unix (come distribuzioni GNU/Linux, FreeBSD, ed macOS). Inoltre sono stati fatti numerosi porting per numerose architetture diverse.